# Де ла Фуэнте, Мария Хосе
Мария Хосе де ла Фуэнте Парада (исп. María José de la Fuente Parada; род. 2 декабря 1988, Санта-Крус-де-ла-Сьерра, Боливия) — боливийская спортивная гимнастка. Участвовала в летних Олимпийских играх 2004 года.

## Биография
Мария Хосе де ла Фуэнте родилась 2 декабря 1988 года в боливийском городе Санта-Крус-де-ла-Сьерра.
В 2003 году участвовала в чемпионате мира по спортивной гимнастике в Анахайме. Выступала по программе многоборья. В личном многоборье заняла 143-е место среди 224 гимнасток, набрав по сумме четырёх упражнений 30,287 балла. Лучший результат де ла Фуэнте показала в опорном прыжке (8,275).
В 2004 году вошла в состав сборной Боливии на летних Олимпийских играх в Афинах. Выступала по программе многоборья. В личном многоборье заняла 61-е место среди 98 гимнасток, набрав по сумме четырёх упражнений 32,649 балла. Лучший результат показала в опорном прыжке (8,625), высшую позицию заняла в вольных упражнениях (75-е место). Стала первой гимнасткой из Боливии, выступившей на Олимпиаде.
Изучала медицину в университете Аустраль Буэнос-Айреса.

## Семья
Мать — Сандра Парада, телеведущая.
28 июня 2014 года вышла замуж за Маурисио Барбери.